# 柳之町東
柳之町東（やなぎのちょうひがし）は、大阪府堺市堺区にある地名。2024年現在の行政地名は柳之町東一丁から柳之町東二丁。住居表示は実施済。

## 地理
堺区の北部に位置する。南東は錦綾町、北庄町、南西は九間町東、北西は柳之町西、北東は錦之町東に接する。北西側に一丁、南東側に二丁がある。

## 歴史

### 地名の由来
堺の代表的植物である柳の木が、当地付近にたくさん植えられたことに由来するという。

### 沿革
- 1872年（明治5年）、南鏡屋町・柳大工町・柳寺町・柳農人町より柳之町東成立。堺町のうち。
- 1879年（明治12年）、郡区町村編制法施行により、堺区の所属となる。
- 1889年（明治22年）、市制施行により、堺市の所属となる。
- 1959年（昭和34年）、柳之町の一部を編入[7]。
- 2006年（平成18年）、堺市が政令指定都市に移行し、行政区を設置。柳之町東は堺区の所属となる。

## 世帯数と人口
2024年（令和6年）7月22日現在の世帯数と人口は以下の通りである。
| 丁           | 世帯数  | 人口  |
| ------------ | ------- | ----- |
| 柳之町東一丁 | 142世帯 | 303人 |
| 柳之町東二丁 | 80世帯  | 141人 |
| 計           | 222世帯 | 444人 |

### 人口の変遷
国勢調査による人口の推移。
| 1995年（平成7年）  | 458人 | [ 8 ]  |  |
| 2000年（平成12年） | 593人 | [ 9 ]  |  |
| 2005年（平成17年） | 561人 | [ 10 ] |  |
| 2010年（平成22年） | 495人 | [ 11 ] |  |
| 2015年（平成27年） | 503人 | [ 12 ] |  |
| 2020年（令和2年）  | 458人 | [ 13 ] |  |

### 世帯数の変遷
国勢調査による世帯数の推移。
| 1995年（平成7年）  | 172世帯 | [ 8 ]  |  |
| 2000年（平成12年） | 216世帯 | [ 9 ]  |  |
| 2005年（平成17年） | 210世帯 | [ 10 ] |  |
| 2010年（平成22年） | 197世帯 | [ 11 ] |  |
| 2015年（平成27年） | 214世帯 | [ 12 ] |  |
| 2020年（令和2年）  | 206世帯 | [ 13 ] |  |

## 学区
市立小・中学校に通う場合、学区は以下の通りとなる。
| 丁           | 番   | 小学校         | 中学校             |
| ------------ | ---- | -------------- | ------------------ |
| 柳之町東一丁 | 全域 | 堺市立錦小学校 | 堺市立殿馬場中学校 |
| 柳之町東二丁 | 全域 | 堺市立錦小学校 | 堺市立殿馬場中学校 |

## 事業所
2021年（令和3年）現在の経済センサス調査による事業所数と従業員数は以下の通りである。
| 丁           | 事業所数 | 従業員数 |
| ------------ | -------- | -------- |
| 柳之町東一丁 | 7事業所  | 58人     |
| 柳之町東二丁 | 12事業所 | 52人     |
| 計           | 19事業所 | 110人    |

## 交通

### 道路
- 大道筋（堺市道大道筋）

## 施設
- 月蔵寺
- 大善寺
- 浄念寺
- 林昌寺
- 証誠寺
- 宗泉寺
- 土居川公園

## 郵便
- 郵便番号：590-0933[3]（集配局：堺郵便局[16]）。

## ギャラリー

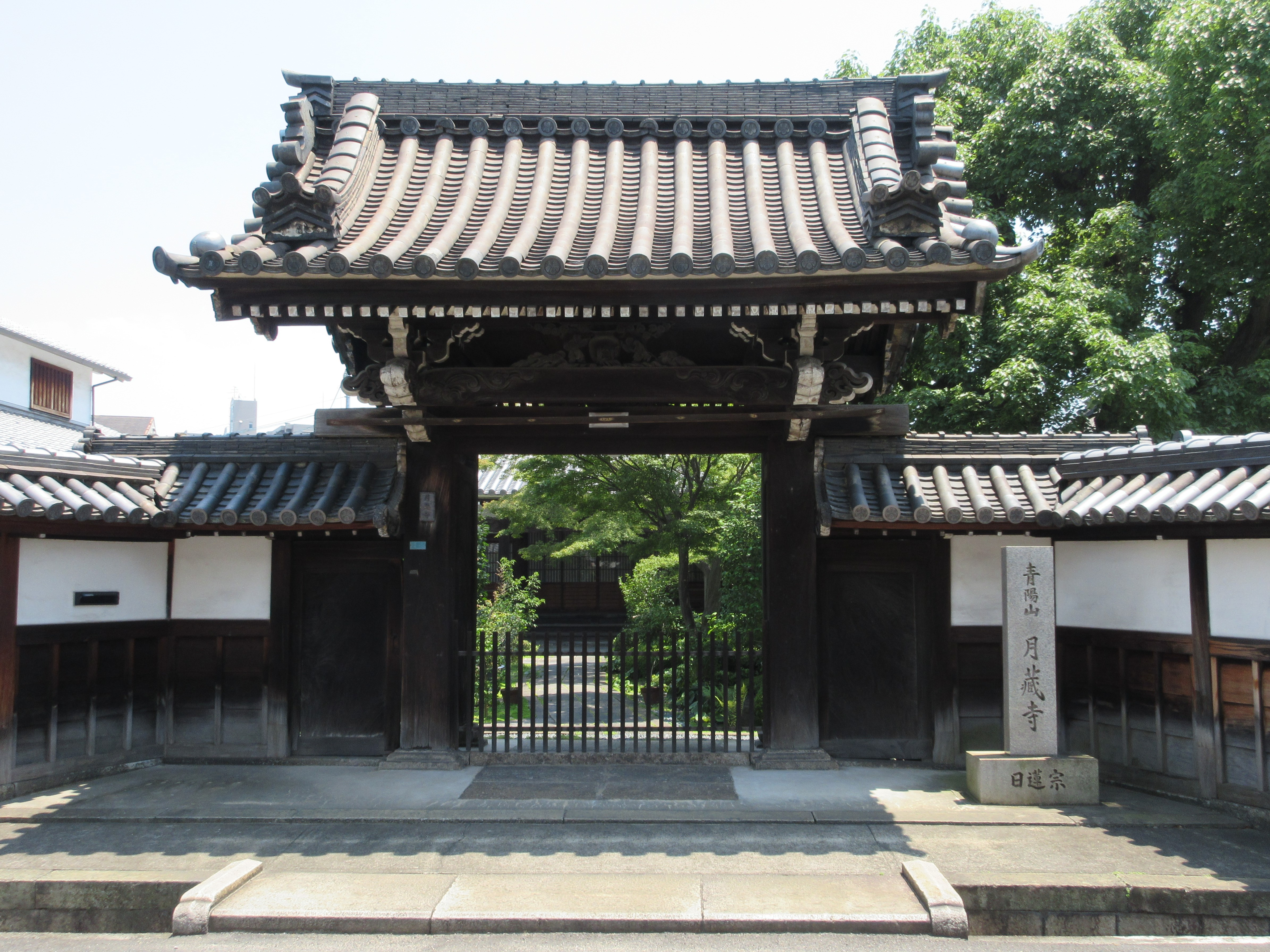
月蔵寺